# Landkreis Reichenberg

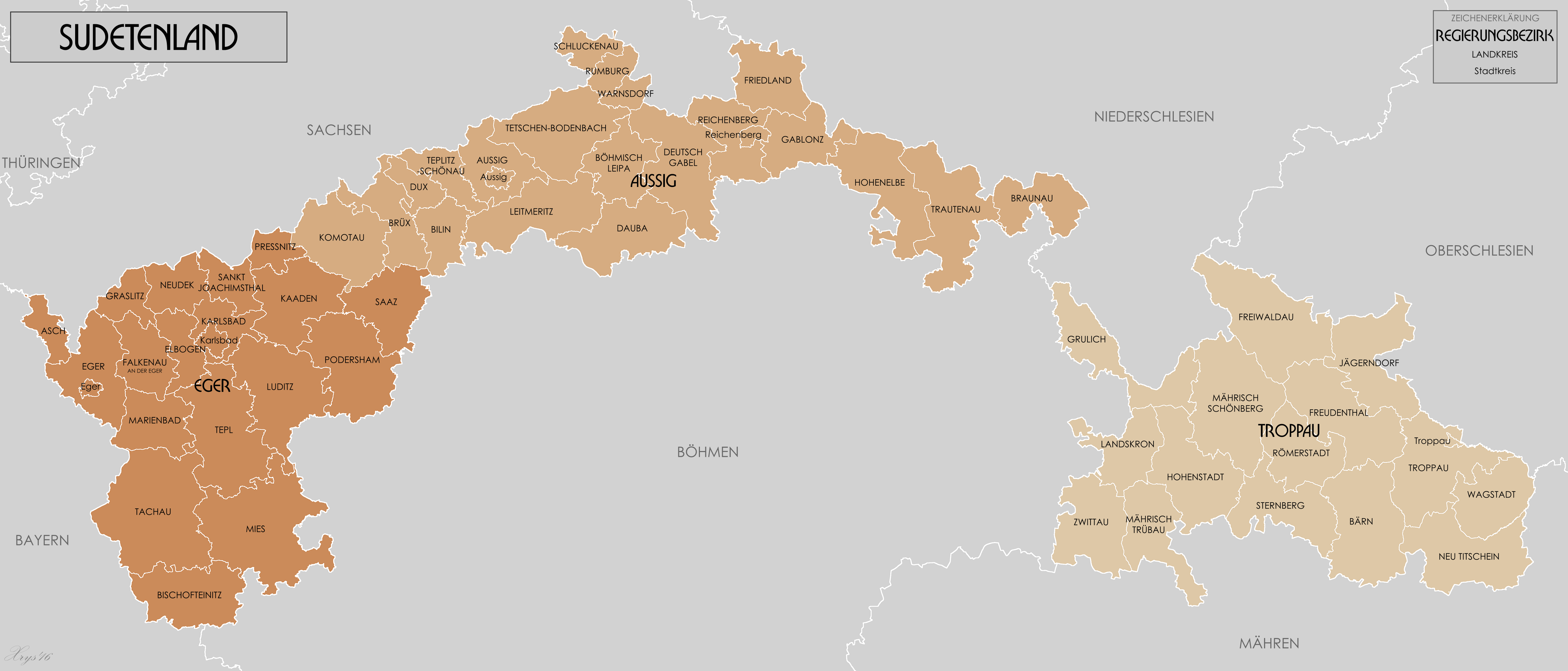
Verwaltungskarte des Reichsgaus Sudetenland

Der deutsche Landkreis Reichenberg bestand in der Zeit zwischen 1938 und 1945. Er umfasste am 1. Januar 1945:
- 5 Städte (Böhmisch Aicha, Grottau, Kratzau, Liebenau und Oschitz)
- 3 Märkte (Alt Habendorf, Dörfel, Maffersdorf)
- 58 weitere Gemeinden.

Am 1. Dezember 1939 hatte das Gebiet des Landkreises Reichenberg 71.496 Einwohner, am 17. Mai 1939 waren es 64.070 und am 22. Mai 1947 42.528 Bewohner.

## Verwaltungsgeschichte

### Tschechoslowakei/deutsche Besatzung
Vor dem Münchner Abkommen vom 29. September 1938 gehörten die politischen Bezirke Liberec und Turnov zur Tschechoslowakei.
In der Zeit vom 1. bis 10. Oktober 1938 besetzten deutsche Truppen das Sudetenland. Die politischen Bezirke Liberec und Turnov (teilweise) trugen fortan die früheren deutsch-österreichischen Bezeichnungen Reichenberg und Turnau. Der politische Bezirk Reichenberg umfasste die Gerichtsbezirke Kratzau und Reichenberg. Der deutsch gewordene Teil des politischen Bezirkes Turnau – ohne die gleichnamige Stadt – umfasste den Gerichtsbezirk Böhmisch Aicha. Ab dem 20. November 1938 führten die politischen Bezirke Reichenberg und Turnau die Bezeichnung „Landkreis“. Sie unterstanden bis zu diesem Tag dem Oberbefehlshaber des Heeres, Generaloberst Walther von Brauchitsch, als Militärverwaltungschef.

### Deutsches Reich
Am 21. November wurde das Gebiet der Landkreise Reichenberg und Turnau (teilweise) förmlich in das Deutsche Reich eingegliedert und kam zum Verwaltungsbezirk der Sudetendeutschen Gebiete unter dem Reichskommissar Konrad Henlein.
Sitz der Kreisverwaltung wurde die Stadt Reichenberg.
Ab dem 15. April 1939 galt das Gesetz über den Aufbau der Verwaltung im Reichsgau Sudetenland (Sudetengaugesetz). Danach kamen die Landkreise Reichenberg und Turnau (teilweise) zum Reichsgau Sudetenland und wurden dem neuen Regierungsbezirk Aussig zugeteilt.
Zum 1. Mai 1939 wurde eine Neugliederung der teilweise zerschnittenen Kreise im Sudetenland verfügt. Danach blieb der Landkreis Reichenberg in seinen bisherigen Grenzen erhalten. Er erhielt ferner den Restkreis Turnau. Zusätzlich wurden die folgenden Gemeinden umgegliedert:
- Alt Harzdorf, Alt Paulsdorf, Franzendorf, Johannesthal, Neu Paulsdorf, Nieder Hanichen, Ober Rosenthal, Röchlitz, Rosenthal I und Ruppersdorf aus dem Landkreis Reichenberg in den Stadtkreis Reichenberg,
- Bad Kunnersdorf, Drausendorf, Johannesthal, Kessel, Nahlau, Oschitz, Sabert, Sobaken und Zetten aus dem Landkreis Böhmisch Leipa in den Landkreis Reichenberg,
- Gränzendorf, Friedstein (die zum Deutschen Reich gehörenden Gemeindeteile) und Hermannsthal (Ortschaft Kohlstadt) aus dem Landkreis Reichenberg in den Landkreis Gablonz an der Neiße,
- Spittelgrund aus dem Landkreis Deutsch Gabel in den Landkreis Reichenberg.

Bei diesem Zustand blieb es bis zum Ende des Zweiten Weltkriegs.

### Tschechoslowakei/Tschechische Republik
Ab 1945 gehörte das Gebiet zunächst wieder zur Tschechoslowakei. Heute ist es ein Teil der Tschechischen Republik.

## Ortschaften
- Alt Aicha
- Alt Habendorf
- Bad Kunnersdorf
- Berzdorf
- Bilai
- Böhmisch Aicha
- Bösching
- Buschullersdorf
- Christophsgrund
- Dönis
- Dörfel
- Drausendorf
- Eichicht
- Einsiedel
- Engelsberg
- Friedrichwald
- Görsdorf
- Grafenstein
- Grottau
- Heinersdorf am Jeschken
- Hermannsthal
- Jaberlich
- Jawornik
- Johannesthal
- Karolinsfeld
- Katharinberg
- Kessel
- Ketten
- Kratzau
- Kunnersdorf
- Langenbruck
- Liebenau
- Lubokey
- Machendorf
- Maffersdorf
- Modlitbow / Nudelbaum
- Münkendorf
- Nahlau
- Neuland
- Neundorf
- Nieder Berzdorf
- Nieder Wittig
- Ober Berzdorf
- Ober Hanichen
- Ober Kratzau
- Ober Wittug
- Oschitz
- Pelkowitz
- Potrosowitz
- Proschwitz
- Raschen
- Ratschendorf
- Rostein
- Rudolfsthal
- Sabert
- Saskal
- Schimsdorf
- Schönborn
- Schwarau
- Smrzow
- Sobaken
- Spittelgrund
- Swetla
- Ullersdorf
- Voigtsbach
- Weißkirchen an der Neiße
- Wetzwalde
- Wlcetin
- Zetten

## Landräte
1939–9999: Herbert Neumann (1888–1976)
1939–1945: Friedrich Hübner

## Kommunalverfassung
Bereits am Tag vor der förmlichen Eingliederung in das Deutsche Reich, nämlich am 20. November 1938, wurden alle Gemeinden der Deutschen Gemeindeordnung vom 30. Januar 1935 unterstellt, welche die Durchsetzung des Führerprinzips auf Gemeindeebene vorsah. Es galten fortan die im bisherigen Reichsgebiet üblichen Bezeichnungen, nämlich statt:
- Ortsgemeinde: Gemeinde,
- Marktgemeinde: Markt,
- Stadtgemeinde: Stadt,
- Politischer Bezirk: Landkreis.

## Ortsnamen
Die bisherigen Ortsnamen galten weiter, und zwar in der deutsch-österreichischen Fassung von 1918.
Seit 1943 führte die Stadt Böhmisch Aicha den neuen Namen Aicha (Sudeten).
1944 erfolgten noch die folgenden Zusammenschlüsse von Gemeinden:
- Berzdorf und Ober Berzdorf zur neuen Gemeinde Berzdorf (Jeschken),
- Nieder Wittig und Ober Wittig zur neuen Gemeinde Wittig.